# Phil Hogan
Philip (Phil) Hogan, irl. Pilib Ó hÓgáin (ur. 4 lipca 1960 w Kilkenny) – irlandzki polityk, wieloletni parlamentarzysta, w latach 2011–2014 minister, działacz Fine Gael, członek Komisji Europejskiej (2014–2020).

## Życiorys
Ukończył studia na University College Cork, uzyskując dyplom z zakresu edukacji. Pracował jako broker ubezpieczeniowy i w branży aukcyjnej. Został działaczem Fine Gael, w 1982 po raz pierwszy zasiadł w radzie hrabstwa Kilkenny, wykonując mandat radnego do 2003.
W 1987 bez powodzenia po raz pierwszy kandydował do Dáil Éireann. W tym samym roku wszedł natomiast w skład Seanad Éireann jako przedstawiciel panelu przemysłowo-handlowego. Mandat Teachta Dála uzyskał w 1989, z powodzeniem ubiegając się o reelekcję w kolejnych wyborach (1992, 1997, 1999, 2002, 2007, 2011).
Od grudnia 1994 do lutego 1995 był ministrem stanu (poza składem gabinetu) w departamencie finansów. W latach 1995–2001 pełnił funkcję parlamentarnego przewodniczącego Fine Gael. W 2002 bez powodzenia ubiegał się o przywództwo w partii. Nowym liderem opozycyjnej wówczas Fine Gael został Enda Kenny, Phil Hogan dołączył do ścisłego kierownictwa ugrupowania jako rzecznik ds. handlu, przedsiębiorczości i zatrudnienia.
9 marca 2011 objął stanowisko ministra środowiska i wspólnot lokalnych w koalicyjnym rządzie Endy Kenny'ego. Zakończył urzędowanie 11 lipca 2014. W tym samym roku uzyskał nominację (od 1 listopada 2014) na komisarza ds. rolnictwa i rozwoju wsi w Komisji Europejskiej, na czele której stanął Jean-Claude Juncker. W 2019 dołączył do Komisji Europejskiej kierowanej przez Ursulę von der Leyen (z kadencją od 1 grudnia tegoż roku) jako komisarz ds. handlu. 26 sierpnia 2020 ogłosił swoją dymisję z funkcji komisarza. Stało się to po ujawnieniu, że uczestniczył w kolacji zorganizowanej przez Oireachtas Golf Society z naruszeniem restrykcji wprowadzonych w związku z pandemią COVID-19.